# Vene dorsale superficiale ale clitorisului
Venele dorsale superficiale ale clitorisului sunt tributare ale venei pudendale externe.

## Vezi și
- Penis
- Clitoris
- Arteră dorsală a clitorisului
- Venă dorsală profundă a clitorisului